# ذوبری
ذوبری (به انگلیسی: Dhubri) یک منطقهٔ مسکونی در هند است که در بخش دهبری واقع شده‌است. ذوبری ۱۰ کیلومتر مربع مساحت و ۶۳٬۳۳۸ نفر جمعیت دارد.